# Young Hollywood
Young Hollywood es una compañía privada de entretenimiento multimedia fundada en Los Ángeles, California, por R. J. Williams. La empresa otorga licencias de la marca comercial "Young Hollywood" a nivel nacional e internacional para una gama de productos y servicios de consumo. Además, son dueños de una cadena de televisión y son uno de los productores y distribuidores de contenido de celebridades más grandes del mundo en el espacio digital. Su contenido ha recibido más de 2 mil millones de visitas.

## Red de televisión
Young Hollywood (YH) está disponible en más de 700 millones de hogares y en 24 idiomas. Young Hollywood Network es una red premium over-the-top las 24 horas del día, los siete días de la semana, que incluye programación fija y una importante biblioteca de vídeos a pedido, que actualmente está disponible en más de 180 países. La red crea y entrega contenido original las 52 semanas del año a una audiencia global.
Young Hollywood originalmente se asoció exclusivamente con Apple a principios de 2015 para lanzar la red con contenido exclusivo que solo se podía encontrar en su plataforma Apple TV. El canal estrenó siete nuevas series originales de media hora y programación en múltiples plataformas que incluyen reality, series guionizadas, animación y documentales con un enfoque en temas como entretenimiento, música, deportes, moda y estilo de vida. A fines de 2015, la red se expandió para incluir dispositivos como Roku, Amazon Fire TV, reproductores de blu-ray Samsung y tabletas y teléfonos Android.

### Programación
El contenido de Young Hollywood es conocido por no hablar de chismes y ser anti-paparazzi. Su sitio web, YoungHollywood.com, se lanzó oficialmente en 2007 y llegó a 3 millones de visitantes únicos por mes. YH aumentó aún más su audiencia al crear un equipo callejero de embajadores de fanáticos que promocionan Young Hollywood entre sus amigos y fanáticos. Su red de distribución extendió el alcance a más de 100 millones de espectadores.
Young Hollywood ha sido comparado con MTV, ya que ambos ofrecen un enfoque completo para llegar a los millennials. Ambos crean contenido original, tienen una red de distribución integrada con un brazo de marketing importante para llamar la atención sobre su contenido y tienen relaciones directas con los anunciantes.

## Asociaciones

### YouTube
Young Hollywood se asoció con Google en su iniciativa de canal para lanzar "The Young Hollywood Network" (YHN) en enero de 2012 en YouTube. Otras marcas incluidas en la iniciativa incluyeron WWE y The Wall Street Journal. El canal de Young Hollywood en YouTube ocupa el puesto número 12 en la lista de «Mejores canales originales de YouTube de todos los tiempos», compilada por la revista Ad Age.

### TikTok
Young Hollywood creó el primer programa exitoso transmitido en vivo en la plataforma Live.ly de TikTok, que tiene una base de usuarios de más de 95 millones. El episodio de estreno de la serie de Young Hollywood tuvo casi 600,000 espectadores en vivo. Otros usuarios notables de Live.ly incluyen a Mark Cuban y Time Inc..

### Jimmy Kimmel Live!
La programación de Young Hollywood fue el tema de una parodia en un episodio del programa estadounidense Jimmy Kimmel Live!.

### Four Seasons Hotel
En abril de 2010, Young Hollywood formó una asociación estratégica con el Four Seasons Hotels de Los Ángeles en Beverly Hills para construir un estudio de transmisión de alta definición con fibra óptica dentro de la propiedad del hotel, desde donde realiza entrevistas programadas con celebridades en un programa diario. En agosto de 2011, la asociación se amplió para incluir el restaurante del Hotel Four Seasons, con el lanzamiento de The Young Hollywood Salad.

## Expansión internacional
Young Hollywood formó un acuerdo exclusivo de distribución de contenido internacional con FremantleMedia. Las dos primeras series bajo el acuerdo se han vendido a más de 30 territorios internacionales. El contenido de YH se puede encontrar en RTL Group en Alemania, en Middle East Broadcasting Center en el Medio Oriente, en Mnet en Sudáfrica y en Lifestyle Network en Filipinas.